# Trespoux-Rassiels

Trespoux-Rassiels este o comună în departamentul Lot din sudul Franței. În 2009 avea o populație de 746 de locuitori.

## Evoluția populației
| An        | 1975 | 1982 | 1990 | 1999 | 2006 | 2009 |
| --------- | ---- | ---- | ---- | ---- | ---- | ---- |
| Populație | 216  | 419  | 574  | 666  | 725  | 746  |